# Dihloroacetilen
Dihloroacetilen (DCA) je organohlorno jedinjenje hlora i ugljenika, sa formulom C2Cl2. To je bezbojna, eksplozivna tečnost koja ima sladak i „neprijatan“ miris. 

## Istorija
Ovo jedinjenje se prvi put pominje 1918. godine tokom sinteze tolana sa početnim materijalima kalcijum karbida, hlora i benzola.  Prvi preparati iz proizvodnje su opisani 1930. godine sa jedne strane od trihloroetilena u prisustvu kalijum hidroksida i kalcijum oksida na130 °C (266 °F; 403 K)  i sa druge strane od etina i hlora. 

## Ekstrakcija i prezentacija
Veliki broj varijanti predstavljanja dihloroacetilena bazira se na dejstvu hidroksida alkalnih metala ili alkalnih lužina na trihloroetilen.  Dehidrohalogenizacija trihloroetilena je takođe moguća korišćenjem litijum bis(trimetilsilil)amida na −70 °C (−94 °F; 203 K) Ova sinteza u prisustvu dietil etra rezultira stabilnijim 1:1 aduktom.  Proizvodnja visokog prinosa može se postići reakcijom trihloroetilena sa kalijum hidridom u prisustvu katalitičke količine metanola u tetrahidrofuranu.   Direktno hlorisanje etina se postiže korišćenjem kalijum hipohlorita.

## Proizvodnja
Dihloracetilen je prvi put sintetizovan 1930. 
Eterični rastvori dihloroacetilena su relativno stabilni i takav rastvor se može bezbedno dobiti dehidrohlorisanjem trihloroetilena. Popularna procedura koristi kalijum hidrid kao bazu: 
Cl2C=CHCl + KH  →  ClC≡CCl  +  KCl  +  H2
Potreban je trag metanola.
Takođe je generisan (i korišćen na licu mesta) korišćenjem litijum diizopropilamida u anhidrovanim uslovima  kao i kalijum-hidroksida.  Dihloracetilen se može pojaviti i biti stabilan na vazduhu u koncentracijama do 200 delova na milion ako su prisutna druga jedinjenja, kao što je etar, sa kojim formira azeotrop (tačka ključanja od 32 °C (90 °F; 305 K)), i trihloroetilen  takođe je prisutan. 

### Dodatni putevi
To je nusproizvod u proizvodnji viniliden hlorida. Na primer, može se formirati od trihloroetilena.  Takođe je moguće proizvesti dihloroacetilen iz trihloroetilena u niskim koncentracijama propuštanjem trihloroetilena kroz azot na 120 °C (248 °F; 393 K) u prisustvu suvog kalijum hidroksida. 

## Reakcije
Dihloroacetilen reaguje sa kiseonikom dajući fosgen : 
ClC≡CCl  +  O2  →  Cl2CO  +  CO
Dihloroacetilen, pošto je elektrofilan, dodaje nukleofile, kao što su amini:
ClC≡CCl  +  R2NH  →  Cl(H)C=CCl(NR2)

## Fizička svojstva
Bezbojna isparljiva tečnost.

## Hemijska svojstva
Eksplodira i zapali se u kontaktu sa vazduhom i temperaturama ispod +800 °C (1.470 °F; 1.070 K):
{\displaystyle {\mathsf {2C_{2}Cl_{2}+3O_{2}\ \xrightarrow {<+800^{o}C} \ 2CO_{2}\uparrow +2COCl_{2}\uparrow }}}
i iznad +800 °C (1.470 °F; 1.070 K) zbog raspadanja fosgena i oslobađanja zapaljivog ugljen-monoksida:
{\displaystyle {\mathsf {2C_{2}Cl_{2}+4O_{2}\ \xrightarrow {<+800^{o}C} \ 4CO_{2}\uparrow +2Cl_{2}\uparrow }}}

## Karakteristike
Dihloroacetilen je veoma lako isparljiva tečnost koja već pri normalnom pritisku ključa 32 °C (90 °F; 305 K).   Molarna entalpija isparavanja je 27,4 kJ mol-1  Sa molarnom entalpijom formiranja od 199 kJ mol-1 , to je visoko endotermno jedinjenje  koje ima tendenciju da eksplodira i spontano se zapali na vazduhu.  Stabilno jedinjenje 1:1 sa dietil etrom koji sadrži 55,4% dihloroacetilena je neeksplozivno i stabilno na vazduhu.  

## Upotreba
Jedinjenje se ne koristi komercijalno zbog visokog štetnog uticaja na zdravlje i hemijske nestabilnosti.  U organskoj sintezi, 1:1 adukt sa dietil etrom se može koristiti za uvođenje vinil etinila ili dihlorovinil funkcije u organske molekule.  Implementacija sa imidazolom daje N-(1,2-dihlorovinil)-imidazol. 

## Biološka uloga i toksičnost
Veoma je toksičan. To je posredna supstanca u formiranju dioksina.
Dihloroacetilen uzrokuje neurološke poremećaje,  između ostalih problema.  Studije na mužjacima pacova i zečeva su pokazale da udisanje dihloroacetilena može izazvati tubularnu nekrozu, fokalnu nekrozu i druge nefrotoksične efekte. Pored toga, zečevi kojima je dat dihloroacetilen imali su hepatotoksične i neuropatološke efekte. Udisanje dihloroacetilena takođe uzrokuje benigne tumore jetre i bubrega kod pacova. Hemikalija je takođe izazvala povećan broj limfoma.  Takođe uzrokuje gubitak težine kod životinja. 3,5% doze dihloroacetilena ostaje u leševima mužjaka Vistar pacova.  LC50  izloženih miševa dihloroacetilenu su 124 delova po milionu za izlaganje udisanjem tokom 1 sata i 19 delova po milionu za izlaganje udisanjem tokom 6 sati.  Hemikalija se unosi pretežno kroz sisteme zavisne od glutationa. Glutation takođe reaguje sa njim. Hepatične i bubrežne glutation S-transferaze služe kao katalizatori ove reakcije. Dok je dihloroacetilen nefrotoksičan kod pacova, ne pokazuje znake nefrotoksičnosti kod ljudi. 
Dihloracetilen ima mutagene efekte na "Salmonella tiphimurium". 
Maksimalna bezbedna koncentracija dihloroacetilena u vazduhu je 0,1 delova po milionu.  Nije bezbedno čuvati dihloroacetilen u neposrednoj blizini kalijuma, natrijuma ili aluminijumskog praha. 
Kao i trihloroetilen, dihloroacetilen se metaboliše u S-(1,2-dihlorovinil)-L - cistein (DCVC) in vivo . 
Prema Ministarstvu saobraćaja, zabranjeno je slanje dihloroacetilena. 

## Literatura
- Trifu, Roxana Melita (1999), „Dichloroacetylene”, Homopolymers of Dihaloacetylenes (Ph.D. Thesis), стр. 57, Bibcode:1999PhDT.......149T, ISBN 978-0-549-39503-4[мртва веза]
- Промышленные хлорорганические продукты: Справочник. - М.: Химия, 1978. - С. 157-158
- Вредные вещества в промышленности: Справочник для химиков, инженеров и врачей. - 7-е изд., Т.1. - Л.: Химия, 1976. - С. 248-249